# 홍해파리

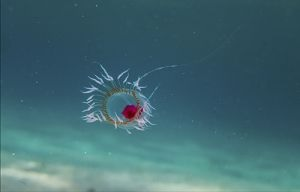

홍해파리(Turritopsis dohrnii) 또는 불사 해파리(immortal jellyfish)는 지중해와 일본 수역에서 볼 수 있는 생물학적으로 불사인 해파리이다. 홑 개체로서 성적으로 성숙한 상태에 도달한 이후 성적으로 미성숙한, 군체를 이루는 단계로 완전히 되돌릴 수 있는 기능을 지닌 몇 안 되는 동물들 가운데 하나이다. 다른 해파리로는 Laodicea undulata|sv와 Aurelia sp.1가 있다.
다른 대부분의 히드라충강처럼 홍해파리는 플라눌라라는 이름의 조그마한, 자유로이 수영하는 유생으로 삶을 시작한다. 플라눌라가 정착하면 해저에 달라붙는 폴립 군집체로 발달한다. 하나의 플라눌라로부터 발달하는 폴립과 해파리 모두 유전적으로 동일하다.
이론적으로, 이러한 과정은 영원히 계속될 수 있으며 이로써 해파리가 생물학적으로 불멸하게 만들지만 실제로 개체들은 죽을 수도 있다. 자연적으로 대부분의 투리토프시스는 폴립 형태로 돌아가지 못하고 메두사 단계에서 포식이나 질병에 굴복할 가능성이 있다.
최대 수명이 없는 생물학적 불멸의 기능은 기초 생물학적 노화, 의약 연구의 중요한 대상이 되고 있다.

## 분류
이 종은 이전에는 작은보호탑해파리(T. nutricula)로 분류되었지만 이후 다른 종으로 재분류되었다. 1883년 나폴리 스타치오네 동물학 안톤 돈의 창설자 안톤 돈에게 경의를 표하며 명명되었다.

## 설명
홍해파리의 성체는 종 모양이며, 최대 직경 약 4.5mm(0.18인치)로 폭과 거의 같은 높이이다. 종 모양의 벽 속에 있는 Mesoglea는 정점의 일부가 두꺼워지는 것을 제외하고 균일하게 얇다. 상대적으로 큰 배는 밝은 빨간색이고 단면이 있다. 지름 1mm의 어린 개체는 가장자리를 따라 균등하게 간격을 둔 8개의 촉수밖에 없는 반면에 성체는 80~90개의 촉수를 가지고 있다. 성체는 플랑크톤이 많은 곳에서 독립 생활을 한다. 머리 부분의 표피 안에도 빽빽한 신경망 세포가 존재한다. 이들은 자포동물들이 흔히 가지고 있는 방사관 위에 고리 모양의 큰 구조를 형성한다.
홍해파리는 또한 바닥에 사는 폴립형태 또는 hydroid 를 지니고 있는데 이것은 기질을 따라 흐르는 stolons와 medusa buds을 생산할 수 있는 feeding polyps을 가진 직립한 가지로 구성되어 있다. 이 폴립들은 며칠에 걸쳐 1mm의 작은 medusae로 성장하며, 이것들은 부모의 히드라충의 군체로부 해방되어 헤엄친다.
최근의 유전학적 연구가 있기 전까지는 Turritopsis rubra와 작은보호탑해파리는 동일하다고 생각되었다.

## 분포와 침입
홍해파리는 태평양에서 유래되었다고 추정되지만 북극을 가로지른후 이동하여 전세계로 퍼져나갔고 형태학적으로 구별하기 쉽지만 최근 미토콘드리아 리보솜 유전자 서열의 연구와 비교를 통해 종의 구별이 검증된 여러 개체군으로 특정되었다. 홍해파리는 전 세계 바다의 온대와 열대 지역에서 발견된다. 홍해파리는 밸러스트 물 배출을 통해 전 세계로 퍼지고 있는 것으로 믿어진다. 심각한 경제적, 생태적 결과를 초래한 다른 종들의 침과는 달리, 홍해파리의 침입은 작은 크기와 순진함 때문에 주목받지 못했다. Smithsonian 열대 해양 연구소의 과학자 Maria Millietta 박사는 "우리는 전 세계적으로 조용한 침입을 보고 있습니다,"라고 말했다.

## 생활 주기
이 알들은 성체 암컷의 생식샘에서 발달하는데, 이 생식샘은 자루 모양의 마디의 벽에 위치한다. 성숙한 알은 대부분의 히드라충강과 마찬가지로 성체 수컷에 의해 생산되고 방출된 정자에 의해 바다에서 산란되고 수정된 것으로 추정된다. 그러나 근연종인 Turritopsis rubra는 수정란을 planula 단계까지 유지하는 것으로 보인다. 수정란은 해저에 정착하는 planula 유충으로 발달하고 폴립 군집(hydroid)으로 발달한다.